# Kátlovce
Kátlovce este o comună slovacă, aflată în districtul Trnava din regiunea Trnava. Localitatea se află la altitudinea de 172 m deasupra n.m., se întinde pe o suprafață de 11,7 km2 și în 2017 număra 1.157 de locuitori. Se învecinează cu Horné Dubové, Dechtice, Dolné Dubové, Radošovce, Jaslovské Bohunice, Nižná și Chtelnica.

## Istoric
Localitatea Kátlovce este atestată documentar din 1405.

## Demografie
| An:                | 1994 | 2004   | 2014   | 2024   |
| ------------------ | ---- | ------ | ------ | ------ |
| Număr de persoane: | 1048 | 1093   | 1170   | 1128   |
| Diferență:         |      | +4,29% | +7,04% | −3,58% |

| An:                | 2023 | 2024   |
| ------------------ | ---- | ------ |
| Număr de persoane: | 1140 | 1128   |
| Diferență:         |      | −1,05% |